# Reddick
|  | Per a altres significats, vegeu «Reddick (Illinois)». |

Reddick és una població dels Estats Units a l'estat de Florida. Segons el cens del 2000 tenia 571 habitants.

## Demografia
Segons el cens del 2000, Reddick tenia 571 habitants, 203 habitatges, i 146 famílies. La densitat de població era de 177,8 habitants/km².
Dels 203 habitatges en un 33,5% hi vivien nens de menys de 18 anys, en un 46,8% hi vivien parelles casades, en un 16,3% dones solteres, i en un 27,6% no eren unitats familiars. En el 24,6% dels habitatges hi vivien persones soles el 14,8% de les quals corresponia a persones de 65 anys o més que vivien soles. El nombre mitjà de persones vivint en cada habitatge era de 2,81 i el nombre mitjà de persones que vivien en cada família era de 3,31.
Per edats la població es repartia de la següent manera: un 32% tenia menys de 18 anys, un 8,2% entre 18 i 24, un 24,7% entre 25 i 44, un 21,7% de 45 a 60 i un 13,3% 65 anys o més.
L'edat mediana era de 34 anys. Per cada 100 dones de 18 o més anys hi havia 95 homes.
La renda mediana per habitatge era de 33.875 $ i la renda mediana per família de 36.944 $. Els homes tenien una renda mediana de 22.143 $ mentre que les dones 15.833 $. La renda per capita de la població era de 13.338 $. Entorn del 10,6% de les famílies i el 18,3% de la població estaven per davall del llindar de pobresa.

## Poblacions properes
El següent diagrama mostra les poblacions més properes.